# فرناندو مارتين كاريراس
فرناندو مارتين كاريراس (بالإسبانية: Fernando Martín Carreras)‏ هو لاعب كرة قدم إسباني، ولد في 27 أغسطس 1981 في بلنسية في إسبانيا. لعب مع كولتورال ليونيسا ونادي ألكويانو ونادي أونتينيينت ونادي كارتاخينا.

## وصلات خارجية
- فرناندو مارتين كاريراس على موقع قاعدة بيانات كرة القدم.إي يو (الإنجليزية)
- فرناندو مارتين كاريراس على موقع Soccerway.com (الإنجليزية)